# Штормовская волость
Штормовская во́лость — историческая административно-территориальная единица Старобельского уезда Харьковской губернии с центром в селе Штормовое.
По состоянию на 1885 год состояла из 6 поселений, 6 сельских общин. Население — 5299 человек (2682 мужского пола и 2617 — женского), 824 дворовых хозяйства.
|                       | Площадь, десятин | В том числе пахотной, дес. |
| --------------------- | ---------------- | -------------------------- |
| Сельских общин        | 10818            | 5073                       |
| Частной собственности | 7442             | 2265                       |
| Другой собственности  | 285              | 202                        |
| В целом               | 18545            | 7540                       |

Основные поселения волости по состоянию на 1885 год:
- Штормовое — село бывшее владельческое при реке Айдар в 21 версте от уездного города, 1712 человек, 281 дворовое хозяйство, православная церковь, школа, лавка, паровая мельница, 3 кожевенных завода, 2 ярмарки в год. За 6 верст — винокуренный завод с паровой мельницей.
- Денежниково — село бывшее государственное при реке Айдар, 1427 человек, 217 дворовых хозяйств, православная церковь, 4 лавки, 7 постоялых дворов.
- Спеваковка — село бывшее сгосударственное при реке Айдар, 1302 человека, 201 дворовое хозяйство, православная церковь.